# Sexy Love
Sexy Love è un singolo del cantante statunitense Ne-Yo, il quarto estratto dall'album In My Own Words e pubblicato l'11 luglio 2006.

## Tracce
CD-Maxi Island Def Jam 06025-1703580-5 (UMG) / EAN 0602517035805
1. Sexy Love - 3:40
2. Sexy Love (Acoustic) - 3:33
3. Sign Me Up - 3:27
4. Sexy Love (Video)

CD-Single Island Def Jam 170 357-9 (UMG) / EAN 0602517035799
1. Sexy Love - 3:40
2. Sexy Love (Acoustic) - 3:33

## Classifiche
| Classifica (2006)         | Posizione massima |
| ------------------------- | ----------------- |
| Australia                 | 14                |
| Belgio (Fiandre)          | 3                 |
| Belgio (Vallonia)         | 12                |
| Francia                   | 54                |
| Nuova Zelanda             | 8                 |
| Paesi Bassi               | 31                |
| Polonia                   | 46                |
| Regno Unito               | 5                 |
| Stati Uniti               | 7                 |
| Stati Uniti (R&B/hip-hop) | 1                 |
| Svizzera                  | 29                |